# Gesetz über den Zusammenschluß der Stadt Blankenstein und der Gemeinden Buchholz, Holthausen und Welper, Ennepe-Ruhr-Kreis
Das Gesetz über den Zusammenschluß der Stadt Blankenstein und der Gemeinden Buchholz, Holthausen und Welper, Ennepe-Ruhr-Kreis wurde am 10. Februar 1966 verkündet und gliederte vier Gemeinden des Ennepe-Ruhr-Kreises in Nordrhein-Westfalen neu. Das Gesetz trat am 1. April 1966 in Kraft.

## Kurzbeschreibung
| § 1 | Zusammenschluss der Stadt Blankenstein mit den Gemeinden Buchholz, Holthausen und Welper zu einer neuen Stadt Blankenstein; Bestätigung des zwischen diesen Gemeinden abgeschlossenen Gebietsänderungsvertrages vom 9. Juni 1965 |
| § 2 | Zuordnung der vergrößerten Stadt Blankenstein zum Amtsgericht Hattingen |
| § 3 | Auflösung der Amtsvertretung des Amtes Blankenstein |
| § 4 | Inkrafttreten am 1. April 1966 |

## Folgezeit
Bereits am 1. Januar 1970 wurde die Stadt Blankenstein wieder aufgelöst und mit Ausnahme des Ortsteiles Buchholz, der zur Stadt Herbede kam, in die Stadt Hattingen eingemeindet.
Herbede mit Buchholz wiederum wurde am 1. Januar 1975 in die Stadt Witten eingemeindet.